# مشاقة
المُشاقة هو مستحضر من الألياف المقطرنة، يتم استخدامه في سد الفجوات. والاستخدام التقليدي للأكوم يتمثل في بناء السفن؛ حيث كان يستخدم لسد أو حشو مفاصل الألواح في السفن الخشبية، وكذلك ألواح سطح السفن المصنوعة من الحديد والصلب. كما تم اسخدامه أيضًا في أعمال السباكة لسد مفاصل مواسير الحديد الصلب، وفي الكبائن الخشبية لسد الشقوق. وفي بناء السفن، كان يتم إدخاله في طبقات باستخدام مطرقة وحديد السد، ثم يتم تثبيته في مكانه بالقار الساخن.
كما تمت الإشارة إلى الأكوم بشكل متكرر، باعتباره مصدرًا طبيًا للجراحين في العصور الوسطى، وغالبًا ما كان يتم استخدامه جنبًا إلى جنب مع الضمادات لسد الجروح,

## تاريخه

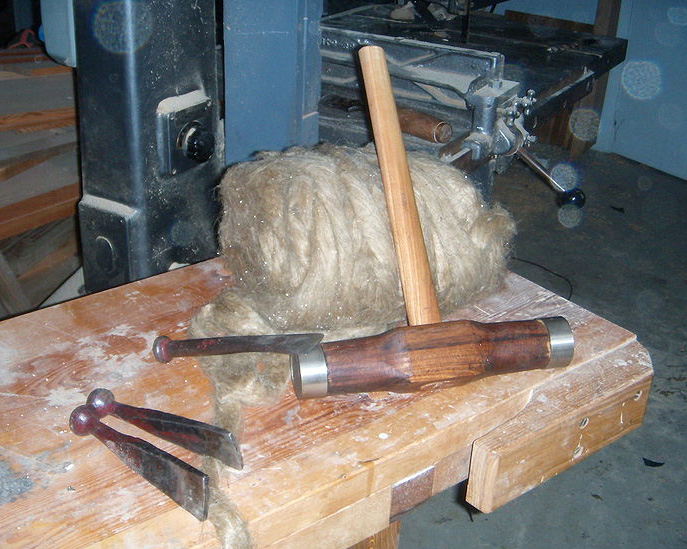

في وقت ما كان يتم إعادة تدوير الأكوم من الحبال القديمة المصنوعة من القطران، حبث كان يتم فكها بعناية واختزالها إلى ألياف، وهذه العملية كانت تسمي(قطف)، وكانت مهمة القطف والتحضير مهنة شائعة في السجون ودور العمل. حيث كان يتم تكليف الشباب أو كبار السن والضعفاء  بقطف الأكوم، إذا كانوا غير قادرين على العمل الشاق. كما كان يحكم على البحارة الذين يخضعون للعقوبة البحرية في كثير من الأحيان بقطف الأكوم، حيث كان يجبر كل رجل على قطف رطل واحد (450 جرام) من الأكوم يوميًا.
وقد كان العمل شاقًا وبطيئًا ومرهقًا لإبهام العمال وأصابعهم. وفي عام 1862م، كان على الفتيات تحت سن 16 عامًا في توثيل فيلدز بريدويل Tothill Fields Bridewell قطف رطل واحد (450 جم) يوميًا، وكان على الأولاد تحت سن 16 عامًا اختيار 1.5 رطل (680 جم) وكان على الفتيات والفتيان فوق سن 16 عامًا،اختيار 1.5 و2 رطل (680 و910 جم) يوميًا على التوالي. وقد تم بيع الأكوم مقابل 4 جنيهات استرلينية، و 10شلنات (أي: ما يعادل 559 جنيهًا إسترلينيًا في عام 2023) لكل مائة رطل (112 رطلاً، 51 كجم). في سجن كولدباث فيلدز، كان على السجناء قطف 2 رطل (910 جم) يوميًا ما لم يحكم عليهم بالأشغال الشاقة، وفي هذه الحالة كان عليهم اختيار ما بين 3 و6 رطل (1.4 و2.7 كجم) من الأكوم يوميا.

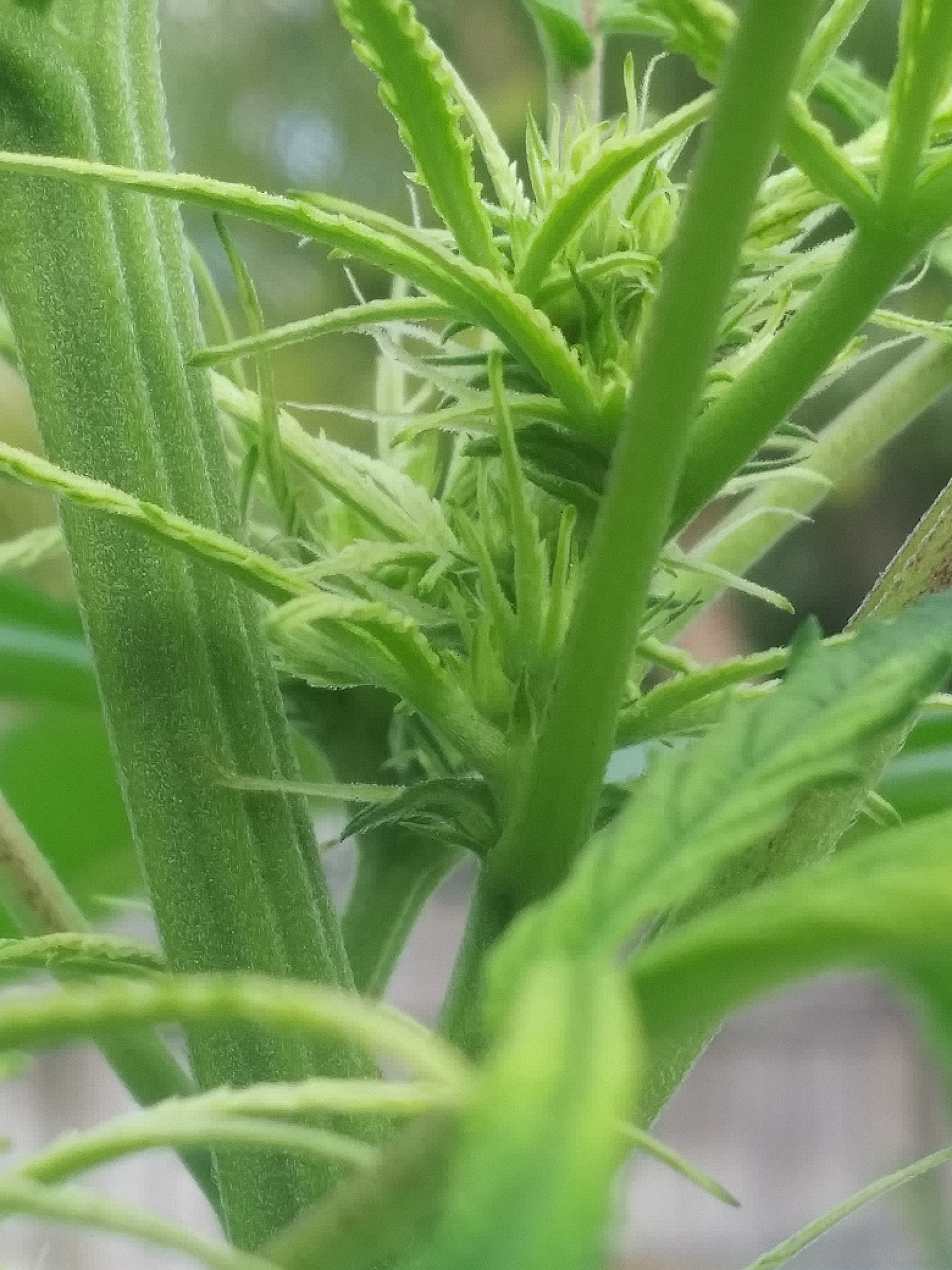
نبات القنب

وفي العصر الحديث تأتي المادة الليفية المستخدمة في الأكوم من القنب البكر، أو من الجوت. وفي تطبيقات الأكوم على الأعمال المتعلقة بالسباكة والبحرية، يتم تشريب الألياف بالقطران أو مادة شبيهة له، وهو عادة ما يكون قطران الصنوبر(والذي يطلق عليه أيضًا قطؤان ستوكهولم)، وهو عبارة عن قار بلون العنبر مصنوع من عصارة الصنوبر. ويمكن أيضًا استخدام المنتجات الثانوية للبترول  الشبيهة بالقطران في صناعة الأكوم الحديث. وهناك الأكوم الأبيض الذي يصنع من مادة غير مقطره، وكان يستخدم بشكل أساسي كحشو بين الطوب والبناء في عملية بناء المنازل والمباني قبل الحرب.

## السباكة

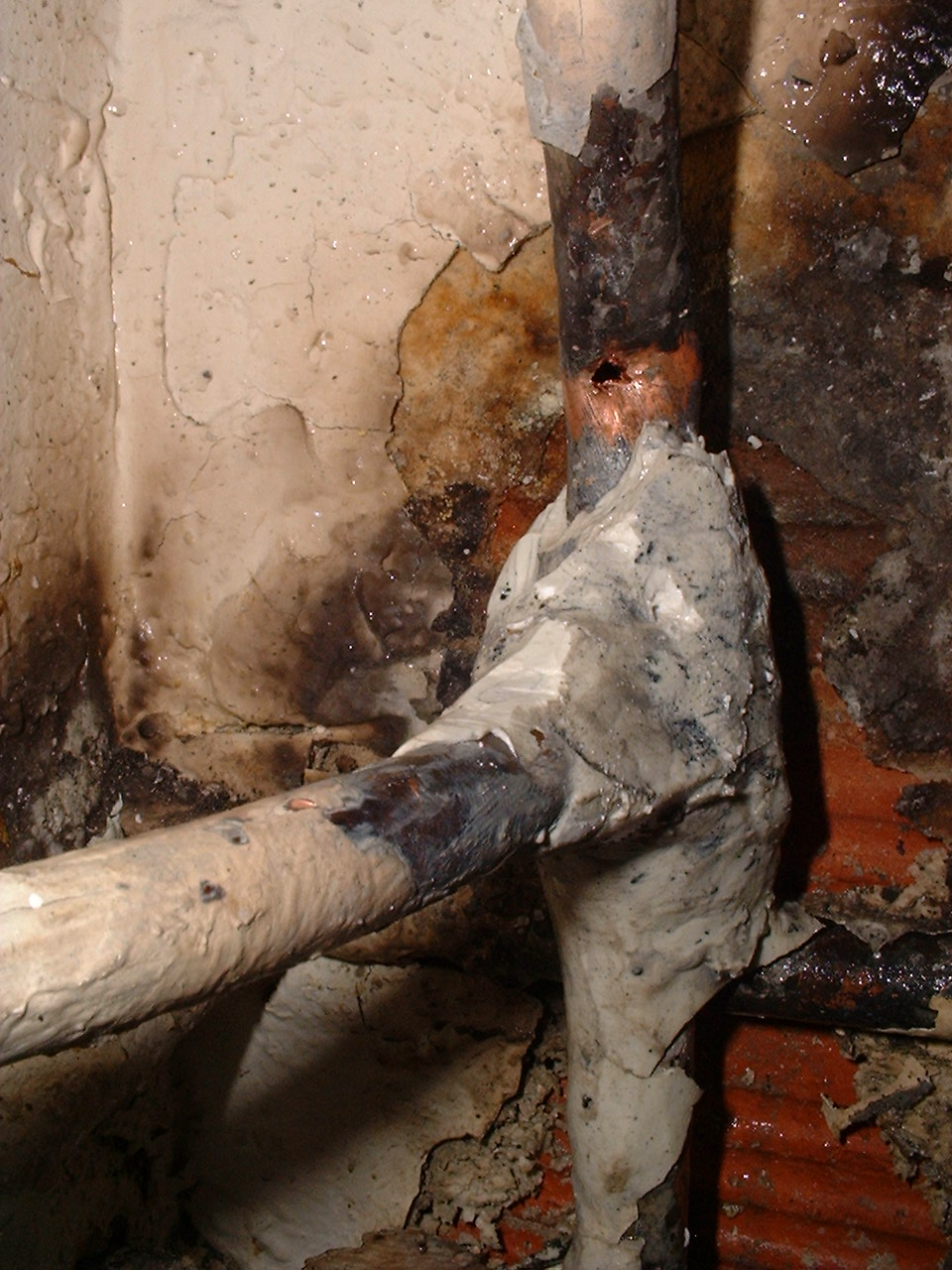

يمكن استخدام الأكوم لإغلاق مصارف مواسير الحديد الزهر. فبعد عملية تجميع المواسير معًا، يقوم العمال بتعبئة الأكوم في المفاصل، ثم يقومون بصب الرصاص المنصهر في المفصل لإنشاء ختم دائم "الرصاص والأكوم". يتضخم الأكوم ويغلق المفصل، ويمنع القطران الموجود في الأكون حدوث التعفن، ويحافظ الرصاص على المفصل مشدودًا. الأكوم الموجود في مفاصل الحنفية القديمة المصنوعة من الحديد الزهر قد يحتوي أيضًا على الأسبستوس، مما يتطلب طرقًا خاصة لإزالته. واليوم، أصبحت الطرق الحديثة، مثل الأختام المطاطية (على سبيل المثال، الحشيات أو الحلقات)، الأكثر شيوعًا.